# Larouillies
Larouillies est une commune française, située dans le département du Nord en région Hauts-de-France.

## Géographie
Larouillies se situe dans le Sud-Est du département du Nord (Hainaut) en plein cœur du parc naturel régional de l'Avesnois. L'Avesnois est connu pour son bocage et son relief un peu vallonné dans sa partie sud-est (début des contreforts des Ardennes), dite « petite Suisse du Nord ».
Larouillies fait partie administrativement de l'Avesnois, géologiquement des Ardennes, historiquement du Hainaut et ses paysages rappellent la Thiérache.
Larouillies est placé sur l'axe routier connu qu'est la RN2 (route nationale 2) reliant Paris à Bruxelles.
La commune se trouve à 110 km de Lille (Préfecture du Nord), Bruxelles (Belgique) ou Reims (Marne), à 55 km de Valenciennes, Mons (B) ou Charleroi (B) et à 10 km d'Avesnes-sur-Helpe (Sous-Préfecture), de Fourmies et 3 km d'Étrœungt. Elle jouxte le département de l'Aisne.

### Communes limitrophes
|        | Étrœungt           |  |
| Floyon | Larouillies        |  |
|        | La Flamengrie (02) |  |

### Hydrographie

#### Réseau hydrographique
La commune est située dans le bassin Artois-Picardie. Elle est drainée par le ruisseau Bouvrout et le ruisseau de la Fontaine durand,,.

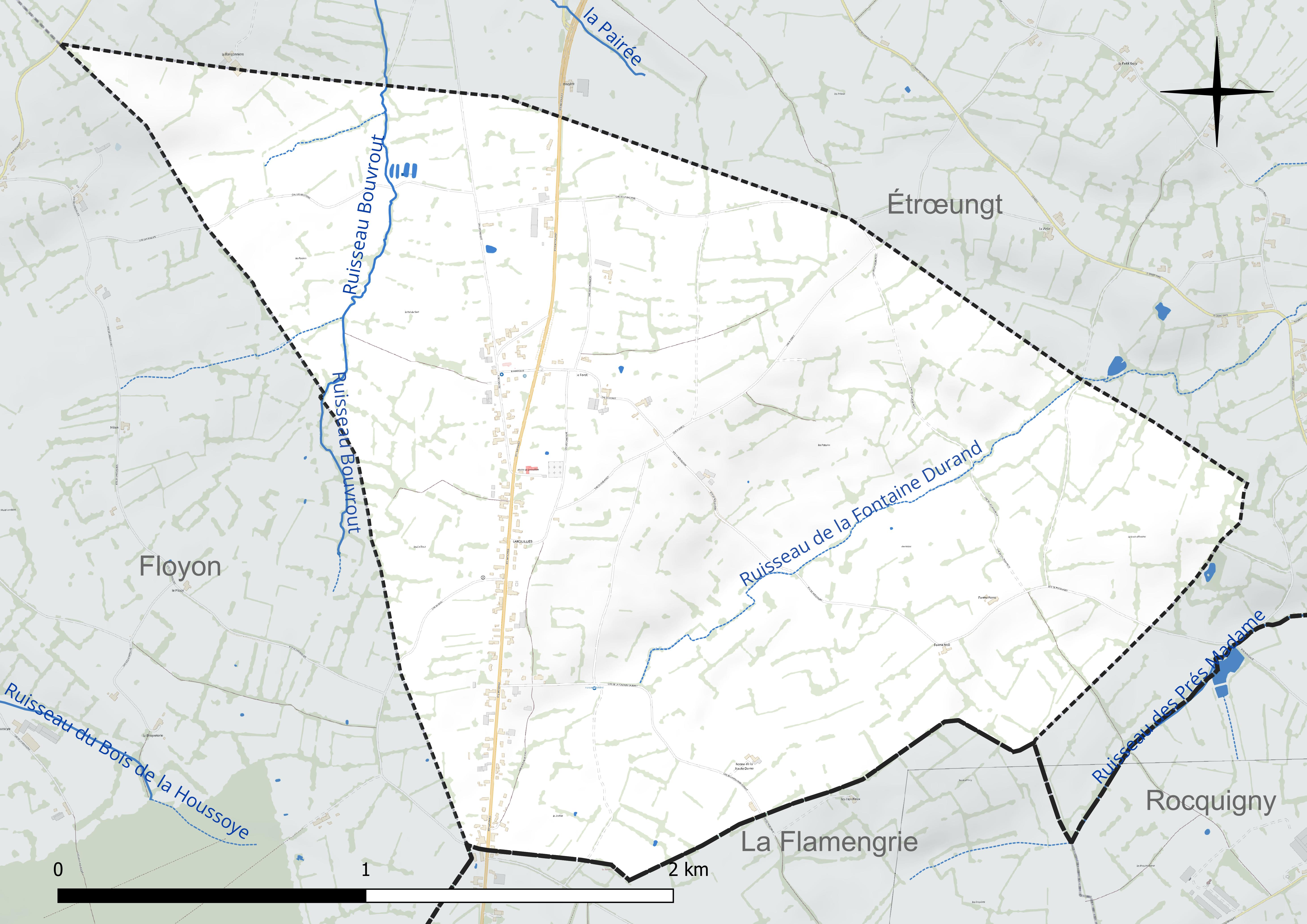
Réseau hydrographique de Larouillies.

#### Gestion et qualité des eaux
Le territoire communal est couvert par le schéma d'aménagement et de gestion des eaux (SAGE) « Sambre ». Ce document de planification concerne un territoire de 1 253 km2 de superficie, délimité par le bassin versant de la Sambre. Le périmètre a été arrêté le 1er novembre 2003 et le SAGE proprement dit a été approuvé le 21 septembre 2012, puis modifié le 18 août 2022. La structure porteuse de l'élaboration et de la mise en œuvre est le syndicat mixte du Parc naturel régional de l'Avesnois. 
La qualité des cours d'eau peut être consultée sur un site dédié géré par les agences de l'eau et l'Agence française pour la biodiversité. 

### Climat
Pour des articles plus généraux, voir Climat des Hauts-de-France et Climat du Nord.
En 2010, le climat de la commune est de type climat des marges montargnardes, selon une étude du CNRS s'appuyant sur une série de données couvrant la période 1971-2000. En 2020, Météo-France publie une typologie des climats de la France métropolitaine dans laquelle la commune est exposée à un climat océanique altéré et est dans la région climatique  Nord-est du bassin Parisien, caractérisée par un ensoleillement médiocre, une pluviométrie moyenne régulièrement répartie au cours de l'année et un hiver froid (3 °C). 
Pour la période 1971-2000, la température annuelle moyenne est de 9,5 °C, avec une amplitude thermique annuelle de 14,8 °C. Le cumul annuel moyen de précipitations est de 925 mm, avec 13,4 jours de précipitations en janvier et 9,9 jours en juillet. Pour la période 1991-2020, la température moyenne annuelle observée sur la station météorologique la plus proche, située sur la commune de Saint-Hilaire-sur-Helpe à 11 km à vol d'oiseau, est de 10,5 °C et le cumul annuel moyen de précipitations est de 802,4 mm,. Pour l'avenir, les paramètres climatiques de la commune estimés pour 2050 selon différents scénarios d'émission de gaz à effet de serre sont consultables sur un site dédié publié par Météo-France en novembre 2022.

## Urbanisme

### Typologie
Au 1er janvier 2024, Larouillies est catégorisée commune rurale à habitat dispersé, selon la nouvelle grille communale de densité à sept niveaux définie par l'Insee en 2022.
Elle est située hors unité urbaine. Par ailleurs la commune fait partie de l'aire d'attraction d'Avesnes-sur-Helpe, dont elle est une commune de la couronne,. Cette aire, qui regroupe 14 communes, est catégorisée dans les aires de moins de 50 000 habitants,.

### Occupation des sols
L'occupation des sols de la commune, telle qu'elle ressort de la base de données européenne d'occupation biophysique des sols Corine Land Cover (CLC), est marquée par l'importance des territoires agricoles (95,3 % en 2018), une proportion identique à celle de 1990 (95,3 %). La répartition détaillée en 2018 est la suivante : 
prairies (95,3 %), zones urbanisées (4,7 %). L'évolution de l'occupation des sols de la commune et de ses infrastructures peut être observée sur les différentes représentations cartographiques du territoire : la carte de Cassini (XVIIIe siècle), la carte d'état-major (1820-1866) et les cartes ou photos aériennes de l'IGN pour la période actuelle (1950 à aujourd'hui).

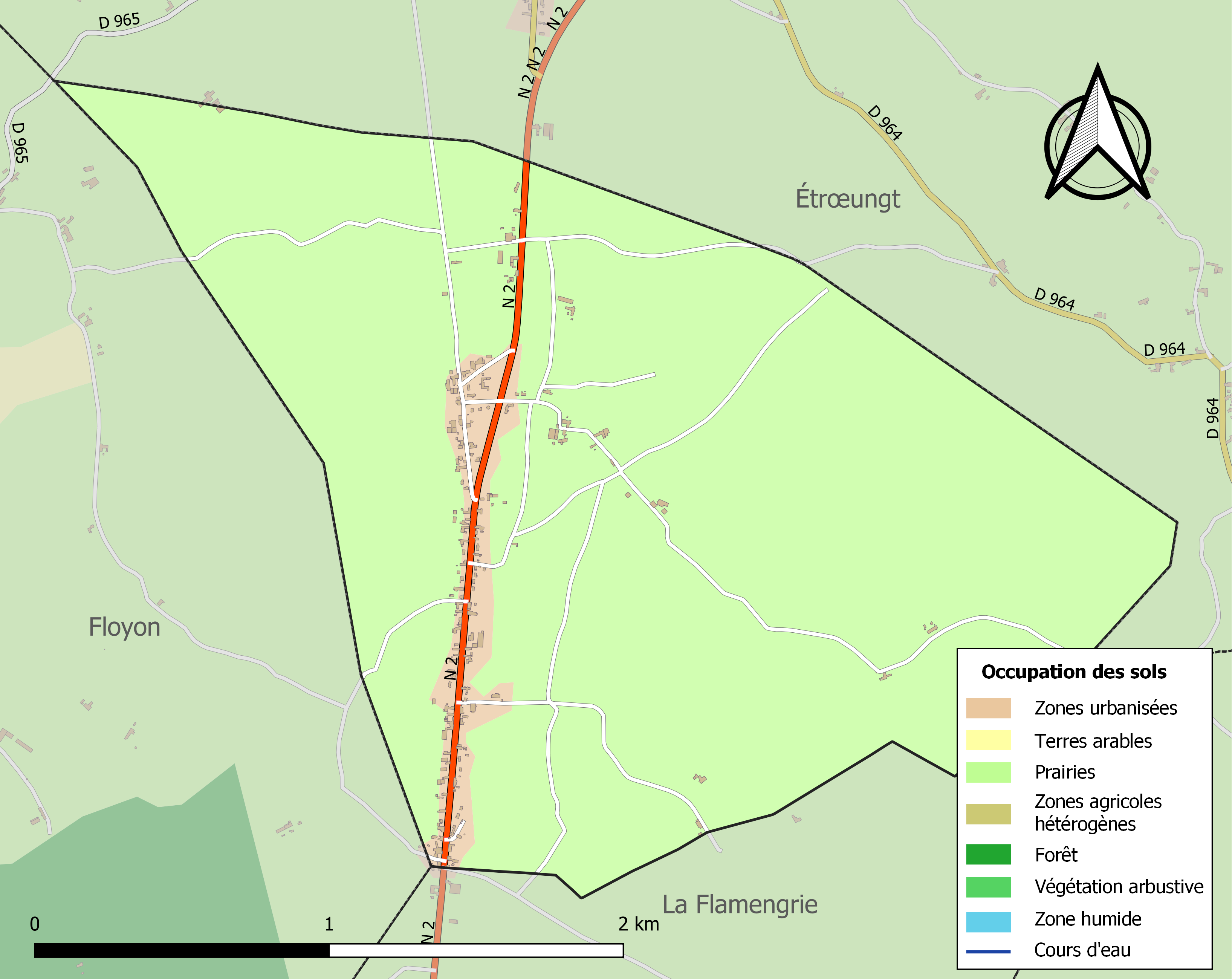
Carte des infrastructures et de l'occupation des sols de la commune en 2018 (CLC).

## Toponymie
- Étymologie : L'origine des noms de localité n'est pas souvent simple à trouver au vu de l'influence des transcriptions phonétiques et langues successives. Ici, l'étymologie semble correspondre à la roulie, la route qu'empruntaient les rouliers, c'est-à-dire les voituriers qui assuraient le transport des marchandises avec des charriots. A noter que le village de Larouillies est situé sur la chaussée Brunehaut, reliant Reims à Bavay. Il est placé sur le point de passage de la frontière issue du traité de Verdun (843) séparant la Francie occidentale de la Lotharingie.

La commune trouve l'origine de sa toponymie du lieu où passent les rouliers, c'est-à-dire les personnes qui assurent les transports au moyen de chariots.

## Histoire
Située sur l'ancienne voie romaine reliant Bavay à Reims, ce point de passage de la frontière est cité lors du traité de Verdun. La première mention du village date de 1152.
- 19 juillet 1631 : un chemin garde le nom de Chemin de la Reine, en souvenir de la fuite de Marie de Médicis qui fuit la France à la suite de la Journée des Dupes vers les Pays-Bas Espagnol dont Larouillies fait partie.

- 1635 : Le 21 mars 1635, les hérauts d'armes de France en revenant des Pays-Bas Espagnol affichent une déclaration de guerre dans ce dernier village ennemie sur un piquet devant l'église. La France entre dans la guerre de 30 ans. C'est la dernière fois que cette procédure médiévale a lieu[15].

- 1789 : avant 1789, le village relevait du bailliage et de la subdélégation d'Avesnes. Il dépendait, pour la justice, de la prévôté d'Etroeungt et était régi par la coutume du Vermandois.
- 1790 : à la suite de la subdivision des départements français en districts, à partir de 1790, Larouillies se trouve dans le canton d'Etroeungt, lequel appartient au district d'Avesnes jusqu'en 1795, date à laquelle les districts sont supprimés par la constitution du 5 fructidor An III (22 août 1795). Ils seront remplacés par les arrondissements créés par la loi du 28 pluviôse an VIII (17 février 1800). En l'an X, Larouillies a été incorporé dans le canton d'Avesnes-Sud.
- 1914-1918 : Première Guerre mondiale : Larouillies se trouve en zone occupée par les troupes Allemandes d'août 1914 jusqu'au 7 novembre 1918, date où le village est libéré par des troupes Françaises (114ème RI), 4 jours donc avant l'armistice.
- 1940-1944 : Seconde Guerre mondiale : Larouillies se trouve en zone occupée par les troupes Allemandes, de mai 1940 jusque septembre 1944.

### Héraldique

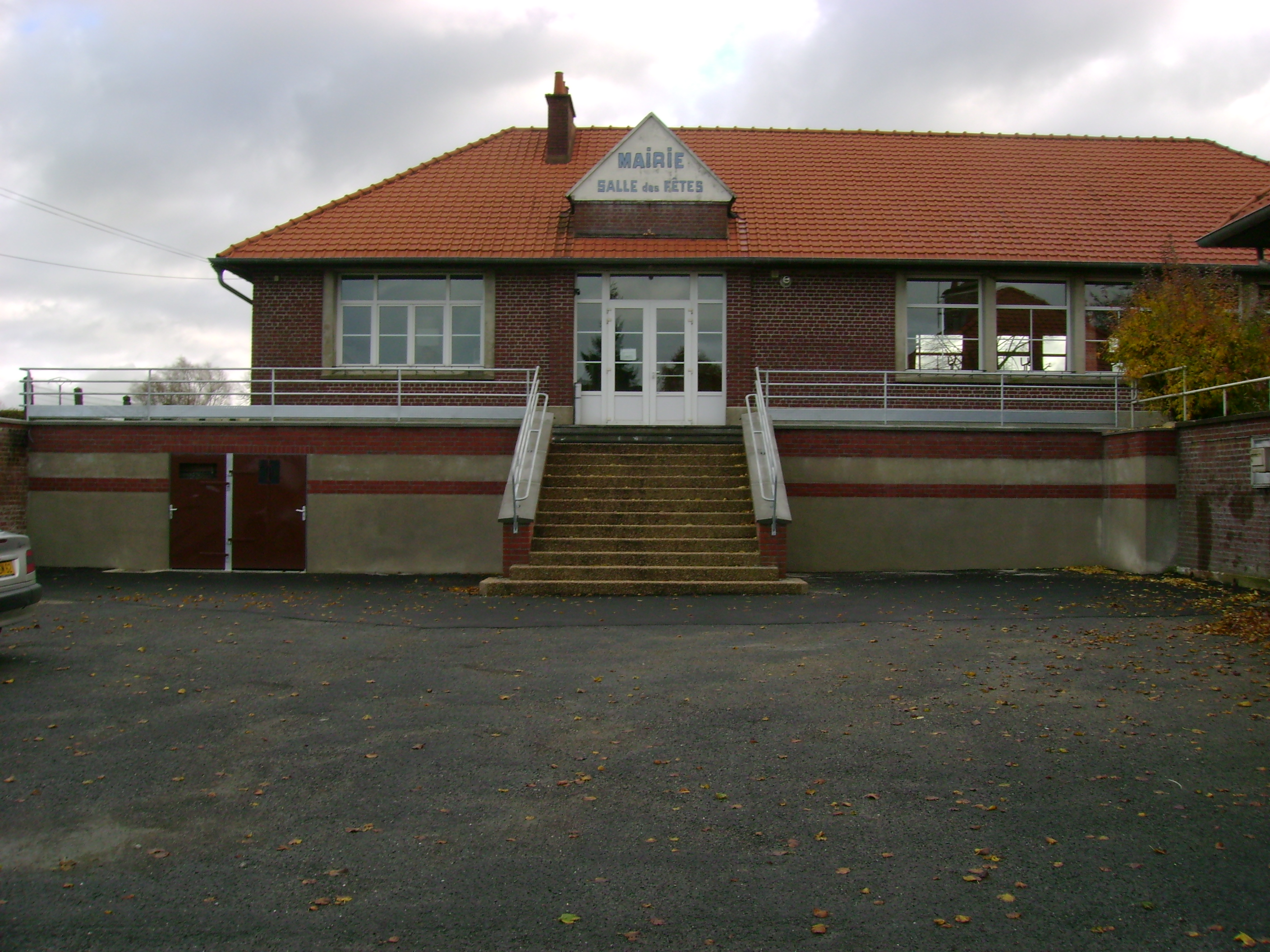
La mairie

| Armes de Larouillies | Les armes de la commune de Larouillies se blasonnent ainsi : Bandé d'or et de gueules |

## Politique et administration
- Maire en 1802-1803 : Pierre J. Allaire[16].
- Maire en 1807 : Gillion[17].
- Maire en 1881 : Contesse[18].
- Maire en 1939 : Fourdrin[19].
- Paul Sculfort, maire de Larouillies en 1988 (sources : JO du 12 avril 1988, page 4790).

| Identité                                   | Période   | Période   | Durée  | Étiquette     |
| Identité                                   | Début     | Fin       | Durée  | Étiquette     |
| ------------------------------------------ | --------- | --------- | ------ | ------------- |
| Bernard Herbert (d),                       | 1992      | mars 2014 | 22 ans | divers droite |
| Wilfrid Salmon (d) (né le 27 octobre 1967) | mars 2014 | En cours  | 11 ans |               |

## Population et société

### Démographie

#### Évolution démographique
L'évolution du nombre d'habitants est connue à travers les recensements de la population effectués dans la commune depuis 1793. Pour les communes de moins de 10 000 habitants, une enquête de recensement portant sur toute la population est réalisée tous les cinq ans, les populations de référence des années intermédiaires étant quant à elles estimées par interpolation ou extrapolation. Pour la commune, le premier recensement exhaustif entrant dans le cadre du nouveau dispositif a été réalisé en 2008.

En 2022, la commune comptait 239 habitants, en évolution de −7 % par rapport à 2016 (Nord : +0,51 %, France hors Mayotte : +2,11 %).
| 1793 | 1800 | 1806 | 1821 | 1831 | 1836 | 1841 | 1846 | 1851 |
| ---- | ---- | ---- | ---- | ---- | ---- | ---- | ---- | ---- |
| 574  | 559  | 600  | 666  | 666  | 656  | 602  | 592  | 544  |

| 1856 | 1861 | 1866 | 1872 | 1876 | 1881 | 1886 | 1891 | 1896 |
| ---- | ---- | ---- | ---- | ---- | ---- | ---- | ---- | ---- |
| 500  | 523  | 518  | 505  | 472  | 405  | 446  | 424  | 400  |

| 1901 | 1906 | 1911 | 1921 | 1926 | 1931 | 1936 | 1946 | 1954 |
| ---- | ---- | ---- | ---- | ---- | ---- | ---- | ---- | ---- |
| 390  | 389  | 388  | 342  | 348  | 319  | 325  | 305  | 352  |

| 1962 | 1968 | 1975 | 1982 | 1990 | 1999 | 2006 | 2008 | 2013 |
| ---- | ---- | ---- | ---- | ---- | ---- | ---- | ---- | ---- |
| 351  | 308  | 286  | 332  | 314  | 276  | 276  | 277  | 262  |

| 2018 | 2022 | - | - | - | - | - | - | - |
| ---- | ---- | - | - | - | - | - | - | - |
| 248  | 239  | - | - | - | - | - | - | - |

#### Pyramide des âges
La population de la commune est relativement jeune.
En 2018, le taux de personnes d'un âge inférieur à 30 ans s'élève à 32,7 %, soit en dessous de la moyenne départementale (39,5 %). À l'inverse, le taux de personnes d'âge supérieur à 60 ans est de 27,0 % la même année, alors qu'il est de 22,5 % au niveau départemental.
En 2018, la commune comptait 116 hommes pour 132 femmes, soit un taux de 53,23 % de femmes, légèrement supérieur au taux départemental (51,77 %).
Les pyramides des âges de la commune et du département s'établissent comme suit.
| Hommes | Classe d’âge | Femmes |
| ------ | ------------ | ------ |
| 0,0    | 90 ou +      | 2,3    |
| 6,0    | 75-89 ans    | 8,3    |
| 19,8   | 60-74 ans    | 17,4   |
| 22,4   | 45-59 ans    | 22,0   |
| 19,8   | 30-44 ans    | 16,7   |
| 13,8   | 15-29 ans    | 12,1   |
| 18,1   | 0-14 ans     | 21,2   |

| Hommes | Classe d’âge | Femmes |
| ------ | ------------ | ------ |
| 0,5    | 90 ou +      | 1,4    |
| 5,3    | 75-89 ans    | 8,1    |
| 14,8   | 60-74 ans    | 16,2   |
| 19,1   | 45-59 ans    | 18,4   |
| 19,5   | 30-44 ans    | 18,7   |
| 20,7   | 15-29 ans    | 19,1   |
| 20,2   | 0-14 ans     | 18     |

## Économie
L'activité principale est agricole, plus précisément spécialisée dans la production laitière.
Plusieurs exploitations agricoles sont présentes sur Larouillies. La plupart sont spécialisées dans la production laitière et fournissent des laiteries de l'Avesnois et de la Thiérache (fabrication notamment du maroilles, boulette d'Avesnes...). Il y a encore 20 ans, le nombre de fermes était plus important. Mais les quotas laitiers, le prix du lait pas assez revalorisé auprès des producteurs, les obligations en matière de mises aux normes des exploitations, ont conduit à l'arrêt progressif des petites exploitations qui ne pouvaient plus dégager de revenus suffisants.
Pourquoi la production laitière à Larouillies ?
Larouillies, à l'instar des communes voisines, se trouve dans le Sud-Avesnois où une grande partie des terres cultivables sont en état de prairie. En effet, le sol argileux ralentit la filtration de l'eau dans le sous-sol et permet un pousse facilitée de l'herbe. L'herbage y est donc depuis longtemps très développé, d'où l'appellation "des herbagers" pour qualifier les exploitants agricoles locaux, appellation usitée par le passé.
Jusque dans les années 1950, les exploitations agricoles transformaient elles-mêmes leur production et vendaient leur beurre sur le marché d'Avesnes-sur-Helpe, l'un des plus grands marchés de France spécialisé en la matière.
Depuis, la collecte du lait est effectuée par les laiteries qui se chargent des tâches de transformation et de commercialisation des productions issues du lait (lait cru, lait en poudre, beurre, fromage).

## Lieux et monuments
- L'église de la Nativité-de-Notre-Dame, ancienne chapelle agrandie vers 1700
- La chapelle Sainte-Face de 1812
- Le monument aux morts

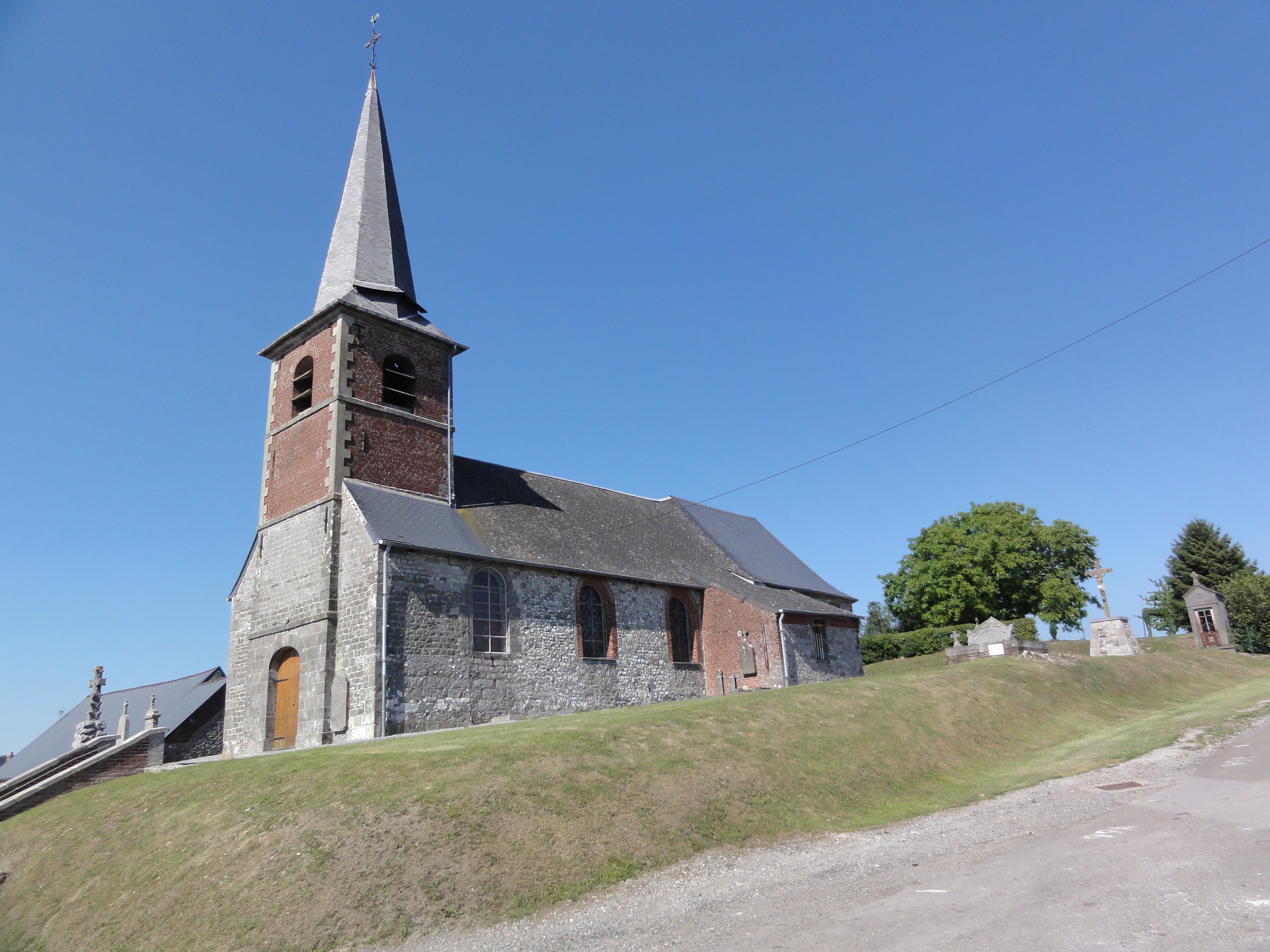
L'église de la Nativité-de-Notre-Dame et l'ancien cimetière
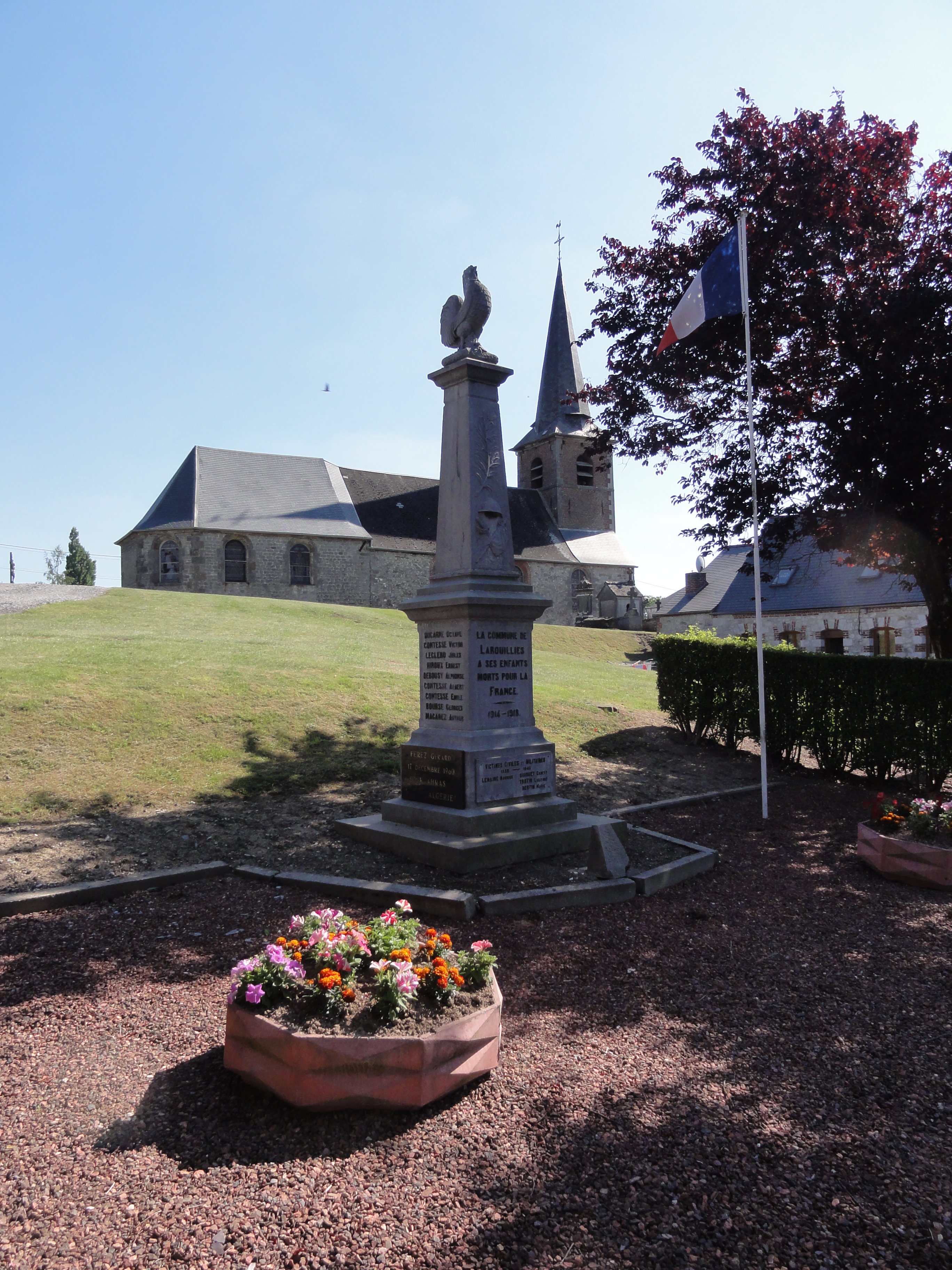
Le monument aux morts
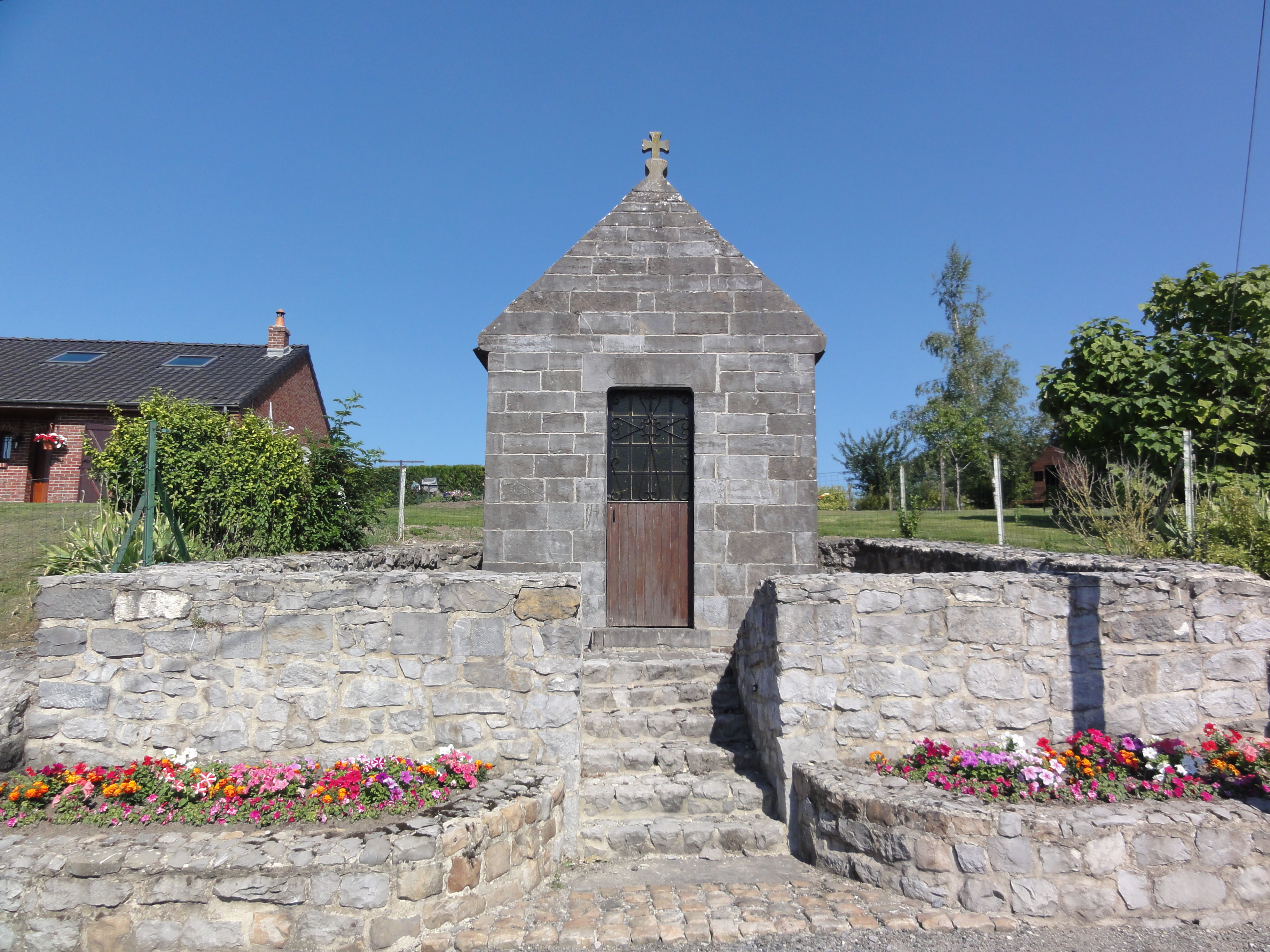
Une chapelle

## Pour approfondir